# Грб Кипра
Грб Кипра представља званични хералдички симбол Кипарске Републике, а приказује голубицу која у кљуну носи маслинову гранчицу, симбол мира, изнад броја 1960 - године независности Кипра од британске власти. Позадина је бакарно-жуте боје, која симболише бакарно рудно богатство Кипра (углавном у форми пирита, који је жуте боје).
У време када је Кипар био британска колонија, локални званичници користили су незванични грб који је приказивао два лава у пролазу и у ствари био базиран на грбу Британске.